# غار جورتسکو
غار جورتسکو (گرجی: ჯორწყუს მღვიმე) یک غار در گرجستان است که در مارتویلی واقع شده است.